# Наёмный работник (фильм)
Наёмный работник (англ. The Hireling) — британская кинодрама 1973 года, поставленная режиссёром Аланом Бриджесом по роману Лесли Поулза Хартли. 
Фильм получил Золотую пальмовую ветвь 26-го Каннского международного кинофестиваля (вместе с фильмом «Пугало»), а Сара Майлз была удостоена Специального приза жюри за исполнение роли леди Франклин .

## Сюжет
Действие фильма происходит в Лондоне сразу после Первой мировой войны. Скромная девушка из высшего общества леди Франклин, выходящий из частной клиники и все ещё не оправившись от нервного потрясения, вызванного смертью мужа, нанимает нового шофёра. Наёмный работник Стивен Ледбеттер хорош собой, уверен, харизматичный, активный, но небогат и не имеет веса в обществе. Очень скоро человек влюбляется в свою хозяйку и начинает делать ей знаки внимания.

## В ролях
| Актёр      | Роль             |
| ---------- | ---------------- |
| Роберт Шоу | Стивен Ледбеттер |
| Сара Майлз | леди Франклин    |